# Stefan Buchen
Stefan Buchen (* 1969) ist ein deutscher Fernsehautor und investigativer Journalist. Seine journalistischen Themenschwerpunkte liegen in Politik und Gesellschaft des Nahen / Mittleren Osten(s) und der Maghreb-Regionen.

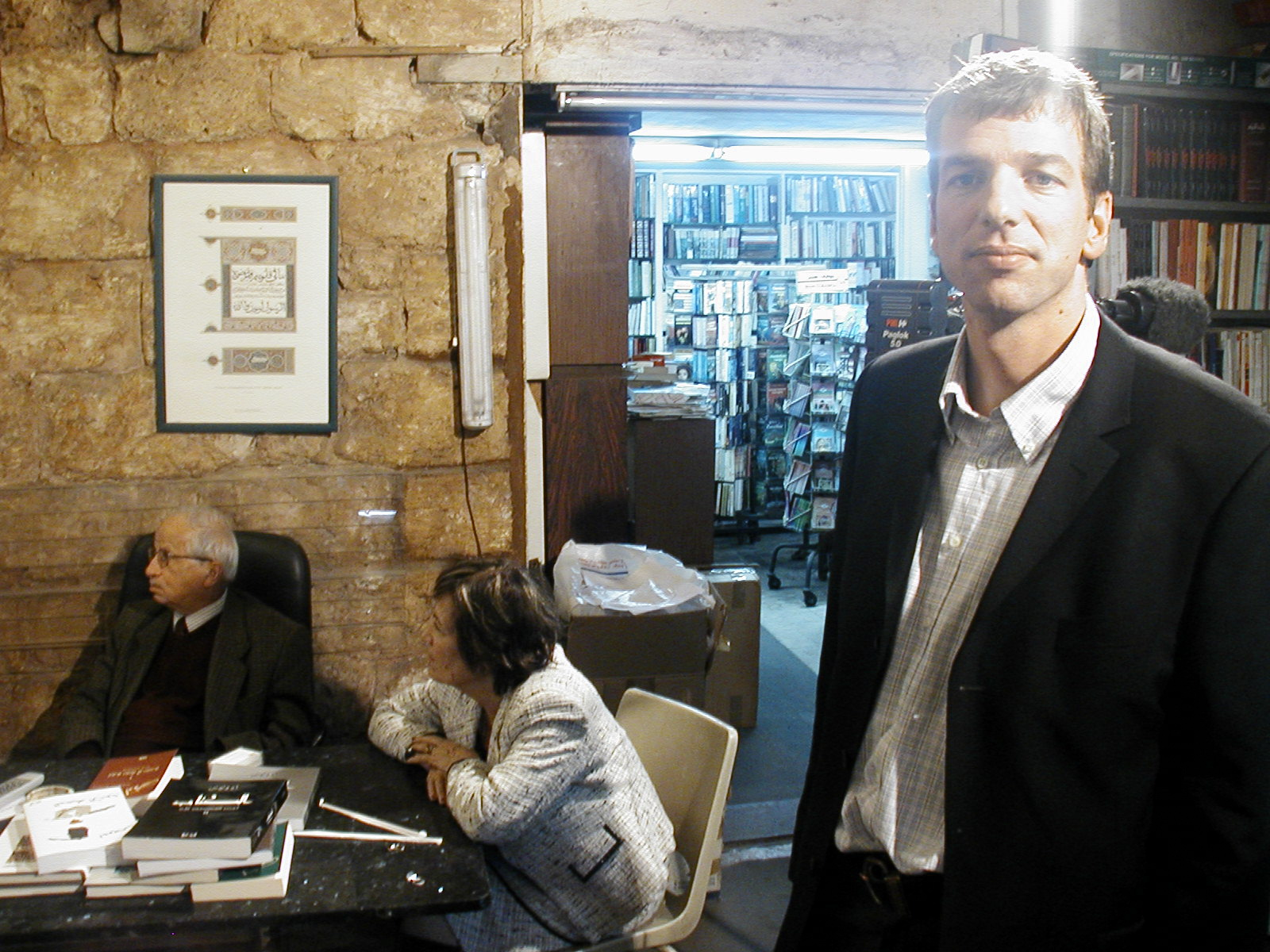
Stefan Buchen

## Leben
Buchen studierte die arabische Sprache in Mainz, arabische Literatur in Tel Aviv und die französische Sprache.
Er begann seine journalistische Karriere bei der französischen Nachrichtenagentur Agence France-Presse und 1996 als ARD-Auslandskorrespondent in Israel an. Sein Volontariat verbrachte Buchen zwischen 2000 und 2001 beim Norddeutschen Rundfunk (NDR). Nach dieser Zeit war er beim NDR als Fernsehautor tätig und ab 2005 spezial auf das politische Fernsehmagazin Panorama beschäftigt.
Bekannt wurde er durch seine Fernsehdokumentation „Die Lügen vom Dienst – der BND und der Irakkrieg“, welches das Verhältnis zwischen dem BND und dem Informanten „Curveball“ aufzeigt, wo der Informant mit seinen erfundenen „Informationen“ den Irakkrieg mit ausgelöst hatte. Außerdem arbeitet Buchen für die ARD-Fernsehsendungen Weltspiegel, Monitor (Fernsehmagazin), Tagesschau und Tagesthemen.
Für das Jahr 2011 wurde er zweimal für seine Reportertätigkeiten prämiert, wegen seiner journalistischen Leistungen zu den Ereignissen des Arabischen Frühlings.
Im September 2013 wurde bekannt, dass er 2010 in die Fahndung der Central Intelligence Agency (CIA) geriet im Rahmen der geheimen Operation Projekt 6, aufgrund seiner investigativen Recherchen über Terrorismus und Berichterstattung bzgl. in den Regionen des Arabischen Frühlings.
2017 trug Buchen als Fernsehautor mit seinen Filmbeiträgen über den G20-Gipfel in Hamburg 2017 dazu bei, dass die Redaktion des NDR-Fernsehmagazins „Panorama“ dafür im Jahr 2018 den 54. Grimme-Preis in der Kategorie „Information und Kultur“ erhielten.
Er spricht fließend Arabisch, Persisch, Hebräisch und Französisch.

## Film
- Fernsehdokumentation: Die Lügen vom Dienst – der BND und der Irakkrieg; gesendet im Dezember 2010 auf ARD – Panorama[3]

## Werke
- Die neuen Staatsfeinde: wie die Helfer syrischer Kriegsflüchtlinge in Deutschland kriminalisiert werden. Verlag J.H.W. Dietz Nachf. Bonn, Bonn 2014, ISBN 978-3-8012-0451-8 (200 S., dietz-verlag.de).

## Ehrungen und Nominierungen
- 2008
  - DRK-Medienpreis
    - 1. Preis – Kategorie: Fernsehen[10]

- 2011
  - Medium Magazin
    - Reporter des Jahres (Kategorie: Reporter national)

  - Medienstiftung der Sparkasse Leipzig
    - Preis für die Freiheit und Zukunft der Medien – Reporter des Jahres[11]

- 2012
  - 6. Reemtsma Liberty Award
    - Nominierung für Auslandskorrespondent[1][12]

- 2016
  - 52. Grimme-Preis
    - Nominierung in der Kategorie: Information & Kultur – Journalistische Leistung[13][14]

## Rezeption
„… [Stefan Buchen] hat 2011 mit seinen Nahost-Berichten Zeichen gesetzt: Vor dem Hintergrund seiner besonderen Kompetenz und der Kenntnisse des arabischen Raums und seiner Sprachen hat er auf nachdrückliche und tiefgründige Weise die Umwälzungen im Nahen Osten erklärt – mit politischem Scharfsinn und großem Respekt vor Menschen und Kulturen …“

„… Stefan Buchen ist durch seine packenden Berichte aus Krisenregionen des Nahen und Mittleren Osten sowie Nordafrikas bekannt geworden … [er] scheut keine Gefahren, um der Welt zu zeigen, was wirklich geschieht. Er liefert authentische Berichte, ob von Taliban-Kämpfern in Afghanistan oder von Kampfgebieten in Libyen. Seine exzellenten Sprachkenntnisse eröffnen ihm den direkten Zugang zu den Menschen vor Ort. Ihre Gefühle und Wünsche fließen in seine Berichte ein, was sie zu einmaligen Zeitzeugnissen macht. Stefan Buchen gibt auch den Menschen eine Stimme, die keine haben. Das ist ein Kriterium, das für die Jury bei der Preisvergabe besonders wog. Darüber hinaus zeichnet sich Stefan Buchen laut Jury durch großen persönlichen Einsatz, hohe journalistische Sorgfalt und klischeefreie Berichte aus …“